# 공중임무명령서
공중임무명령서(Pre-ATO: Prepositioned Air Tasking Order)는 한국에서 전면전이 발발할 경우, 한미연합 공군이 공습할 북한의 핵심 목표물을 지정해 둔 명령이다.

## 역사
2017년 12월 4일, 한미 항공기 230여 대가 투입된 연례 합동훈련, 비질런트 에이스가 닷새간의 일정으로 오늘 시작됐다. 이틀 전, 미 최신예 스텔스 전투기 F-22 랩터가 광주 공군기지에 도착했다. 북한이 대륙간탄도미사일, ICBM급인 화성-15형을 시험발사한 지 닷새 만이다. 국방부는 "비질런트 에이스 훈련 목적은 주·야 전천후 한미 연합작전계획(Pre-ATO) 시행능력 제고"라고 밝혔다. Pre-ATO는 북한과 전쟁 발발 시, 사흘 안에 적의 주요 시설 700여 곳을 정밀 타격하는 내용을 담고 있다.
한국과 미국 두 나라는 2017년 12월 4일부터 8일까지 군용기 240여대가 동원되는 사상 초유의 대규모 공중연합훈련인 비질런트 에이스 훈련을 실시했다. 이 훈련엔 주한 미 7공군뿐만 아니라 주일 미 5공군 항공기까지 대거 투입됐다. 여기에 참여하는 F-22 6대와 F-35A는 북한 전역의 핵심 표적에 대한 동시타격 능력을 시험했다. 그간 7공군사령부가 주축이 되어 운용하는 유사시 북한 타격을 위한 항공임무계획(Pre-ATO)과 달리, 최근 한·미가 새로 수립한 새로운 타격계획(Set-ATO)은 미국 전략자산의 추가 투입을 통해 북한 전후방의 표적을 한꺼번에 타격해 단시간 내에 북한을 제압하는 계획으로 알려져 있다.
'사전 전개된 전략자산을 포함한 북한표적 타격계획'(Set-ATO)은 미국이 전략폭격기 3대, 항공모함 3척 이상을 동원하는 북한 핵심시설 공습 작전이다.
유사시 우리 공군 작전계획인 기계획공중임무명령서(Pre-ATO : Prepositioned Air Tasking Order)에 반영된 전투기 임무 소요의 대부분은 지상 타격이다. 북한의 장사정포를 타격하는 대화력전(ATK, X-ATK) 임무 수행부터 적 전쟁지도부 및 지휘통신시설을 제압하는 항공차단(AI : Air Interdiction), 밀려오는 적 지상군에 대한 공습 임무인 전장항공차단(BAI : Battlefield Air Interdiction), 근접항공지원(CAS : Close Air Support) 등이 그것이다.
2011년 10월 2일, 국회 국방위원회 김장수 의원(한나라당)이 공군에서 제출받은 자료에 따르면 공군의 정밀유도무기인 JDAM(위성유도폭탄·사진), GBU-24(레이저 유도폭탄) 등의 작전가능 일수가 3∼10일에 불과한 것으로 드러났다. 정밀유도무기의 전-시 보유 목표량인 최소 30일치의 3분의 1에도 미치지 못하는 셈이다. 김 의원은 또 한미연합사령부가 매년 작성하는 ‘사전 항공임무명령서(Pre-ATO)’에는 개전 후 3일간 한·미 정밀유도무기 배당 비율이 30대 70으로 나타나, 현재 보유량으로는 우리 군에 부여될 임무 수행에도 부족하다고 밝혔다.

## F-35A
박근혜 정부가 도입한 한국 공군의 F-35A는 한반도 개전 초 북한 방공망을 제압하고 전략표적을 파괴하는 역할을 맡게 될 것이 확실시된다. 이에 따라 공군의 F-35A 도입은 한·미 연합작전계획에 따른 항공임무명령서(Pre-ATO)의 전시 북한 핵심 표적 분류에도 영향을 미칠 것으로 보인다.
일본 도쿄신문은 F-35A를 전장의 흐름을 바꾸는 ‘게임 체인저’로 부른다는 북한 관계 소식통의 언급을 소개하면서, 지난 6일 “북한이 무기 개발을 서두르는 배경에 있는 것은 한국군이 2019년 3월부터 배치를 진행하고 있는 미국산 최신예 스텔스 전투기 F-35A의 존재”라고 보도했다. 북한은 2019년 5월 이후 F-35A 기지인 청주공군기지를 겨냥한 것으로 보이는 단거리 발사체 발사 실험을 거듭했다.

## 430대
우리군은 북한의 도발에 대비해 한미 연합사령관에게 연합공군사령부 전력의 계획된 능력을 제공하도록 하는 3일간의 '기계획된 통합임무명령서'인 Pre-ATO(Prepositioned Air Tasking Order)에 정해진 공군 전투기 출격횟수가 있는데, 이에 맞출 수 있는 전투기 댓수가 430대로 알려졌다. 한국 공군은 Pre-ATO 계획에 따라 430대 전투기 숫자를 유지해야만 한다.

## 해군
2014년 기준으로, 전력화되었거나 건조가 계획된 호위함급 이상 모든 전투함과 잠수함에 순항 미사일을 탑재하면 우리 해군은 최대 700여 발 가량의 함대지 순항 미사일을 퍼부을 수 있는 능력을 보유하게 된다. 이 700발이라는 숫자는 Pre-ATO 상에 명시된 적 장사정포 갱도진지는 물론 적 전연군단 지휘소와 사단급 고정식 대공 미사일 포대를 모두 타격할 수 있는 수준이다.
Pre-ATO는 한미연합공군의 전투기들의 700발 공습계획이고, 해군은 이와 별도로 700발의 함대지 순항미사일을 보유하고 있다는 의미이다. 육군은 700발 보다 더 많은 지대지 미사일을 보유하고 있다.

## 육군
2012년, 육군은 향후 10년간 4조원 어치의 현무 미사일을 증강할 계획이다. 한발에 40억원이면 1000발이다.
과거 소련을 두렵게 했던 퍼싱-2 미사일이 실전 배치된 것이 250개 정도였던데 비해 2020년까지 배치된 현무 미사일만 2,000여 발이 되는 상황에서 현무-4의 대규모 양산은 한국을 미사일 강국으로 완전히 자리매김하게 할 것이다.
Pre-ATO는 전면전 개시 3일만에 한국이 30, 미국이 70의 비율로, 북한 핵심표적 700개를 전투기로 타격한다는 것이고, 이와 별도로, 육군에 현무 미사일이 2000발이 있다는 것이다. 따라서, 연합공군의 Pre-ATO와 별도로, 육군은 북한 핵심표적 2000개를 따로 지정하고 있다는 의미로 해석할 수 있다.

## 핵공격
2020년 밥 우드워드의 저서 격노에서는, 도널드 트럼프 대통령이 북한에 80발의 핵공격을 계획하고 있다고 말했다. 즉, Pre-ATO 전투기 공습목표 700개, 육군 현무 미사일 2000개, 해군 함대지 순항미사일 700개, 여기에 별도로 핵공격 대상인 핵심 목표물 80개를 선정했다는 것이다.
1992년 노태우 대통령의 한반도 비핵화 선언으로 주한미군에서 모든 핵무기가 철수했지만, 지상에서만의 철수고, 일본에 주둔중인 미 7함대의 항공모함, 구축함, 잠수함에는 핵무기가 여전히 배치중이다. 또한 3000 km 떨어진 괌에서 B-1B 전략폭격기가 순식간에 한반도에 전개되는데, 괌은 미국 영토라서 핵무기 배치가 자유롭다.
미국은 한국전쟁 직후인 1956년, 북한 핵 공격 계획을 다룬 ‘일급비밀’(Top Secret)인 ‘1959년에 대비한 핵무기 소요연구(Atomic Weapons Requirements Study for 1959)’를 작성했다. 당시 계획은 60년이 지난 2015년부터 단계적으로 비밀 해제돼 공개됐다. 미국 전략공군사령부(Strategic Air Command, SAC)가 작성한 보고서는 제3차 세계대전이 일어난다는 가정을 두고 옛 소련을 중심으로 중국, 동유럽 사회주의 국가 등에 대한 전면적인 공격도 함께 다뤘다. 여기에 북한에 대한 핵공격 목표가 90개라고 적혀있다.
격노에서 미국 전략사령부(United States Strategic Command, USSTRATCOM)가 북한 공격을 계획했다는 핵무기 80발과 큰 차이가 없다는 의미이다. 1992년 6월 1일, 미국 조지 H. W. 부시 대통령은 미국 전략공군사령부를 미국 전략사령부로 승격시켰다. 같은 기관이라는 의미이다.

## 같이 보기
- set-ATO